# 양희 (적천장후)
양희(楊喜, 혹 楊熹, ? ~ 기원전 168년)는 중국 초한전쟁기의 군인으로, 자는 유라(幼羅)이다. 전한 고제의 제103위 공신으로, 시호는 적천장후(赤泉莊侯)이다.

## 생애
고제 2년(기원전 205년), 두(杜)에서 몸을 일으켜 낭중기(郞中騎)로 고제를 따랐고, 이후 한신에게 속했다.
고제 5년(기원전 202년), 한신의 군대를 이끌고 초나라를 공격한 관영에게 속해, 기장(騎將)으로서 해하 전투에서 진 서초패왕 항우를 추격했다. 그러나 항우가 꾸짖자 사람과 말이 모두 놀라서 몇 리를 도망쳤다. 다시 한나라 군대가 오강에서 항우와 싸우는데, 항우가 옛 자기 사람인 기사마(騎司馬) 여마동을 만나자 여마동에게 덕을 베풀겠다고 자결했다. 그러자 왕예가 항우의 머리를 취하고, 이후 한나라 군대가 서로 죽이기까지 하며 항우의 시체를 다투니, 여마동·낭중 여승·양무와 함께 항우의 시체 일부를 얻었다. 다섯 명이서 그 시체를 맞추어보니 맞아서 함께 제후가 되었다. 고제 7년(기원전 200년) 정월 기유일에 적천후(赤泉侯) 1,900호에 봉해졌다. 여후 원년(기원전 187년)에 죄를 지어 작위를 빼앗겼으나, 이듬해에 다시 봉해졌다.
문제 12년(기원전 168년)에 죽어 시호를 장(莊)이라 했고, 아들 양은이 뒤를 이었다. 이 시호는 항우의 시체를 얻은 다섯 명이 공통으로 받았다.
《후한서》 양진전에 따르면, 전한의 승상 양창의 고조며 양진의 8세조다.

## 출전
- 사마천: 《사기》
  - 권7 항우본기
  - 권18 고조공신후자연표
- 반고: 《한서》
  - 권16 고혜고후문공신표
  - 권31 진승항적전 중 항적

| 선대 (첫 봉건) | 전한의 적천후 기원전 200년 정월 기유일 ~ 기원전 187년 기원전 186년 ~ 기원전 168년 | 후대 아들 적천정후 양은 |